# Ciula Mare, Hunedoara
Ciula Mare este un sat în comuna Răchitova din județul Hunedoara, Transilvania, România.
Este o așezare veche, chiar am putea spune că este una dintre cele mai vechi așezări din Țara Hategului, la fel ca și Răchitova. După unele documente se spune că la început a existat, de fapt, o posesiune a unor mari familii nobiliare, fiind vorba de familiile Ciulai și Mare, care au avut un rol însemnat în istoria regatului maghiar, distingandu-se cu prilejul diferitelor lupte ce au fost purtate împotrivă turcilor. Familia Mare s-a stins definitiv prin sec. al XIV-lea, iar familia Ciulai, prin unii reprezentanți ai ei, au ajuns la slujbe înalte, pe lângă Comitatul Hunedoarei, și aceștia s-au îndepărtat de sat și de neam, iar alții dintre ei au ajuns oameni simpli. Revenind la istoricul acestui sat, menționăm că este amintit în anul 1426, sub numele de Chwala, iar în anul 1439 se amintește despre Ladislau de Ciula "Homoregus", care participa că mărturie la o donație regeasca făcuta lui Ioan și Ladislau Kende de Malovit. Sub numele de Csulla apare în anul 1447. O altă mențiune datează din anul 1452, fiind vorba de Vladul de Ciula sau cum este în aceasta mențiune de CHYLAH, CHULAH. Tot în 1452 aflăm că regele Ladislau a donat, pentru merite militare deosebite, românilor Ioan și fiului Mihail din Chylah și lui Dionisie, fiul lui Andrei din Densuș, posesiunile Dealul Negru, Grosul, Ciula Mica și jumătate din Hatagel. În anul 1475, acest sat apare sub denumirea de CHULA. Un reprezentant al familiei Mare, pe nume Filip Mare, renumit umanist, ce trăiește intre anii 1478-1526, a ajuns legatul regelui Ladislau al ÎI-lea la Veneția. Acesta participă la luptele care s-au dat împotrivă turcilor, culminând cu lupta de la Mohaci, în care și-a găsit moartea. Este menționat acest sat și în anul 1504, CSWLA. Ciula Mare este amintită și în anul 1733, în Conscripția Klein, sub numele maghiarizat de "NAGIS CSULA”, iar în anul 1750 apare sub numele romanesc de "Csula Mare”. Ceva mai tărziu, prin anii 1760-1762, în Conscripția Bucov, este menționat din nou sub numele maghiarizat de Nagy Csula, numele acesta fiind amintit și în anul 1854. Fiind o așezare destul de veche, așezare de romani, încă din anul 1680 a fost ridicată o biserică ce se păstrează și astăzi, situată pe un deal, în partea de sud-est a satului. Acesata biserica este construită din piatră bruta și cărămidă. Biserica are un turn cu clopotniță cu un singur etaj; pe cele patru laturi are cate o fereastră semicirculară. Datorită faptului că este destul de veche, este declarată monument istoric. Din Conscripția Aran din anul 1750, aflăm unele date despre populația acestui sat. Astfel, în documentul amintit se arata că în Ciula Mare trăiau 34 de familii cu 160 de suflete, populația crescând într-un ritm simțitor pentru că în anul 1900 să ajungă la 300 de locuitori. Fiind un sat de români, deosebit de vechi, este menționată și prima școală încă din anul 1818; ea funcționa pe lângă biserică. Din punct de vedere administrativ a aparținut de comuna Densuș, până în anul 1958, când a trecut în componența comunei Răchitova și numai pentru o perioadă foarte scurtă de timp. Din anul 1968 și până în anul 1969, a aparținut de comuna General Berthelot.

## Imagini

Ciula Mare în Harta Iosefină a Transilvaniei, 1769-1773